# Linapacan
Linapacan is een gemeente in de Filipijnse provincie Palawan. Bij de laatste census in 2007 had de gemeente bijna 12 duizend inwoners.

## Geografie

### Bestuurlijke indeling
Linapacan is onderverdeeld in de volgende 10 barangays:
- Barangonan
- Cabunlawan
- Calibangbangan
- Decabaitot
- Maroyogroyog
- Nangalao
- New Culaylayan
- Pical
- San Miguel
- San Nicolas

## Demografie
Linapacan had bij de census van 2007 een inwoneraantal van 11.688 mensen. Dit zijn 2.490 mensen (27,1%) meer dan bij de vorige census van 2000. De gemiddelde jaarlijkse groei komt daarmee uit op 3,36%, hetgeen hoger is dan het landelijk jaarlijks gemiddelde over deze periode (2,04%). Vergeleken met de census van 1995 is het aantal mensen met 4.419 (60,8%) toegenomen.

De bevolkingsdichtheid van Linapacan was ten tijde van de laatste census, met 11.688 inwoners op 195,44 km², 37,2 mensen per km².